# قبس إبري
قبس إبري (الاسم العلمي:Phlox aculeata) هو نوع من النباتات يتبع جنس القبس من الفصيلة البولامونية.